# جرالد کاوندیش گروسونور
جرالد کاوندیش گروسونور (انگلیسی: Gerald Grosvenor; ۲۲ دسامبر ۱۹۵۱ – ۹ اوت ۲۰۱۶) سیاستمدار و فرمانده نظامی اهل بریتانیا بود. وی همچنین برندهٔ جوایزی همچون نشان بند جوراب شده‌است.